# Супич, Блейз Джозеф
Блейз Джозеф Супич (англ. Blase Joseph Cupich (произносится SOO-pitch); род. 19 марта 1949, Омаха, США) — американский кардинал. Епископ Рапид-Сити с 8 июля 1998 по 30 июня 2010. Епископ Спокана с 30 июня 2010 по 20 сентября 2014. Архиепископ Чикаго с 20 сентября 2014. Кардинал-священник с титулярной церковью Сан-Бартоломео-аль-Изола с 19 ноября 2016.